# Psilocybe singeriana
Psilocybe singeriana es una especie de hongo de la familia Hymenogastraceae. Solo se conoce de Bahía, Brasil.

## Taxonomía
Psilocybe singeriana fue descrita como nueva para la ciencia por el micólogo mexicano Gastón Guzmán a partir de especímenes recolectados por Rolf Singer, y la descripción publicada en la revista científica Beihefte zur Nova Hedwigia 74: 196 en 1983. Guzmán la ubica en la sección Singeriana del género.